# Isola Wogeo
L'isola di Wogeo o Isola Vokeo è una delle isole di Schouten, insieme a Manam e Kairiru, si trova a nord ovest della Nuova Guinea.

## Descrizione
L'isola ha una circonferenza di circa 24 chilometri, è un'isola montagnosa con due picchi di circa 600 metri.
La popolazione dell'isola è sconosciuta, ma dovrebbe aggirarsi intorno ai 2 000 abitanti.
L'isola è stata scoperta dai navigatori olandesi Jacob Le Maire e Willem Schouten nel 1616.
Nel 1934 è stata costruita la prima chiesa dei missionari cattolici.
L'organizzazione sociale si basa sui villaggi e sul commercio, in particolare con la Nuova Guinea.
Grazie a questi vitali scambi, la cultura locale è molto simile a quella degli Arapesh: proprio come questi, gli uomini Wogeo usano praticare delle incisioni ai loro organi genitali. Si ritiene che questo atto sia concepito come surrogato delle mestruazioni femminili; essi credono, infatti, che l'uomo sia composto di una parte paterna e una materna e le mestruazioni e le incisioni servono a far defluire l'opposta parte. A causa di tale usanza quest'isola è chiamata anche "Isola degli uomini mestruati".